# Amphigonia hepatizans
Amphigonia hepatizans là một loài bướm đêm trong họ Noctuidae.